# Čuk a Gek
Čuk a Gek (rusky Чук и Гек) je kniha pro děti ruského spisovatele Arkadije Gajdara z roku 1939. V SSSR byla zfilmována v roce 1953.
Kniha vypráví příběh dvou malých kluků, kteří jedou s maminkou navštívit tatínka pracujícího daleko v tajze na Sibiři. Toto literární dílo patřilo v Československu mezi povinnou školní četbu. V některých pasážích je patrný dobový vliv komunistického zřízení.
Česky vyšla kniha několikrát, mj. ve vydání Albatrosu v roce 1979.

## Postavy
- Čuk
- Gek
- maminka
- tatínek

## Děj
Dva bratři – Čuk a Gek - se mezi sebou pořád perou, ale potom se hned udobří. Bydlí v Moskvě a stará se o ně maminka, protože tatínek pracuje na výzkumné geologické stanici daleko na Sibiři a domů za rodinou jezdí málo. Kluci by ho chtěli vidět častěji. Jednou dojde ze Sibiře dopis, ve kterém otec píše, že jej kvůli práci nepustí domů, ale kluci s maminkou mají přijet za ním. Maminka jde koupit lístky na vlak, mezitím pošťák přinese telegram. Čuk a Gek se o telegram poperou a přitom jej ztratí ve sněhu. Když pak přijde maminka domů, nic jí neřeknou.
Kluci se na tatínka těší, přestože je čeká více než 2000 kilometrů dlouhá cesta. Když s maminkou dojedou na nádraží, jsou překvapeni, že na ně tatínek nečeká. Najmou si vozku, který je odveze i se zavazadly na vědeckou stanici. Ani na stanici ale nikdo není, vozka říká, že večer má přijít hlídač. Když hlídač přijde, maminka a kluci chtějí vědět, co je s tatínkem. Hlídač odpoví, že je s ostatními v tajze a přijede za 10 dní.
Maminka se pustí do úklidu a kluci jí pomáhají. Protože se blíží konec roku, nastrojí vánoční stromeček. Po několika dnech se tatínek se svými kolegy vrátí z tajgy a přivítá se překvapeně s rodinou, a teprve nyní vyjde najevo, že ve ztraceném telegramu byla zpráva, aby nejezdili.  Po obědě někdo vytáhne harmoniku a začne se hrát a zpívat. Před Novým rokem si všichni popřejí a pak si zapnou rádio, aby poslouchali rozhlasový přenos z Moskvy.

## Filmová adaptace
Kniha byla zfilmována v roce 1953 sovětským režisérem Ivanem Lukinským. Stejnojmenný filmový počin Čuk a Gek má 51 minut a v hlavních rolích vystupují Jura Čučunov a Andrej Čilikin.